# Vauxhall (Bruxelles)

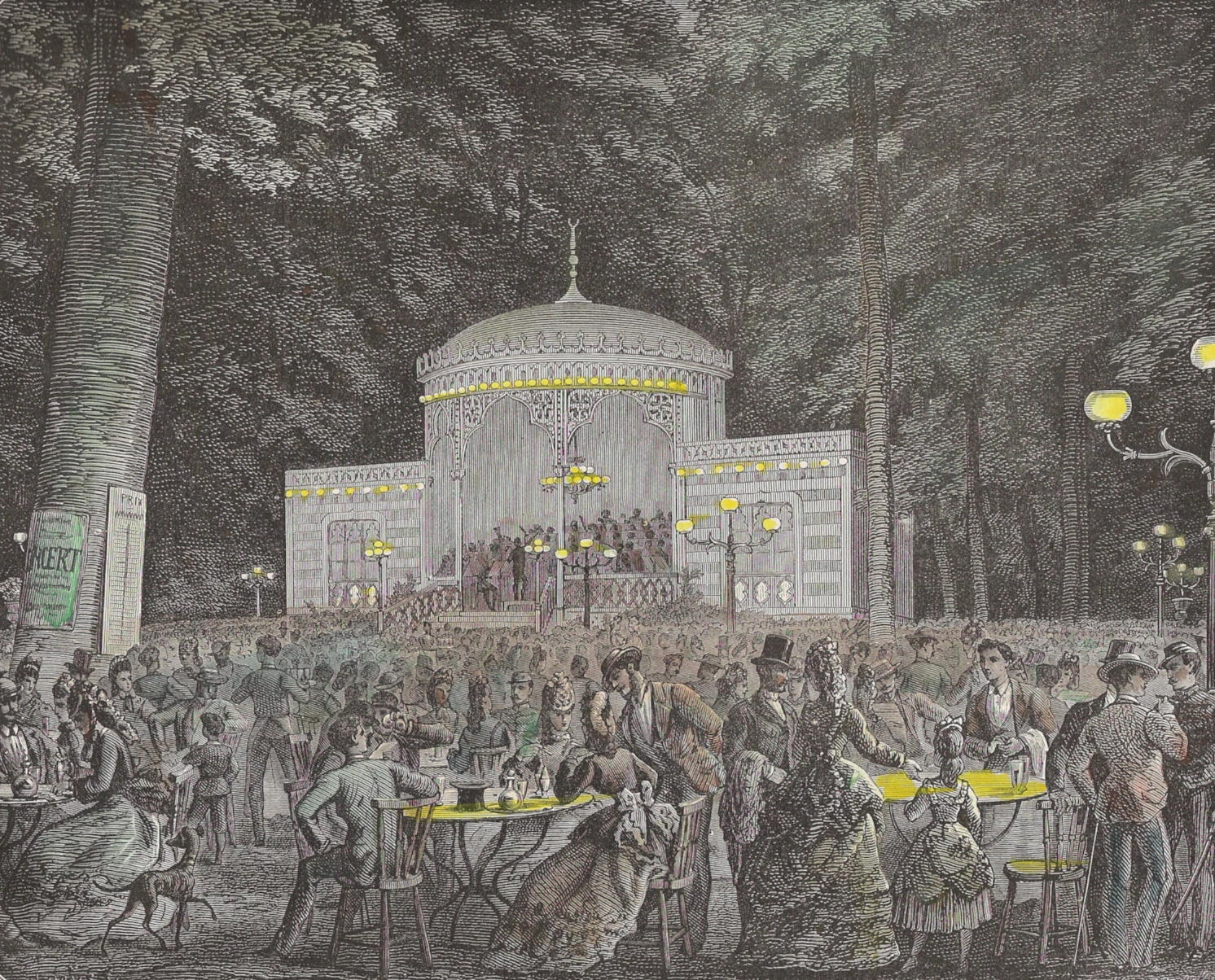
Il Vauxhall du parc nel 1872

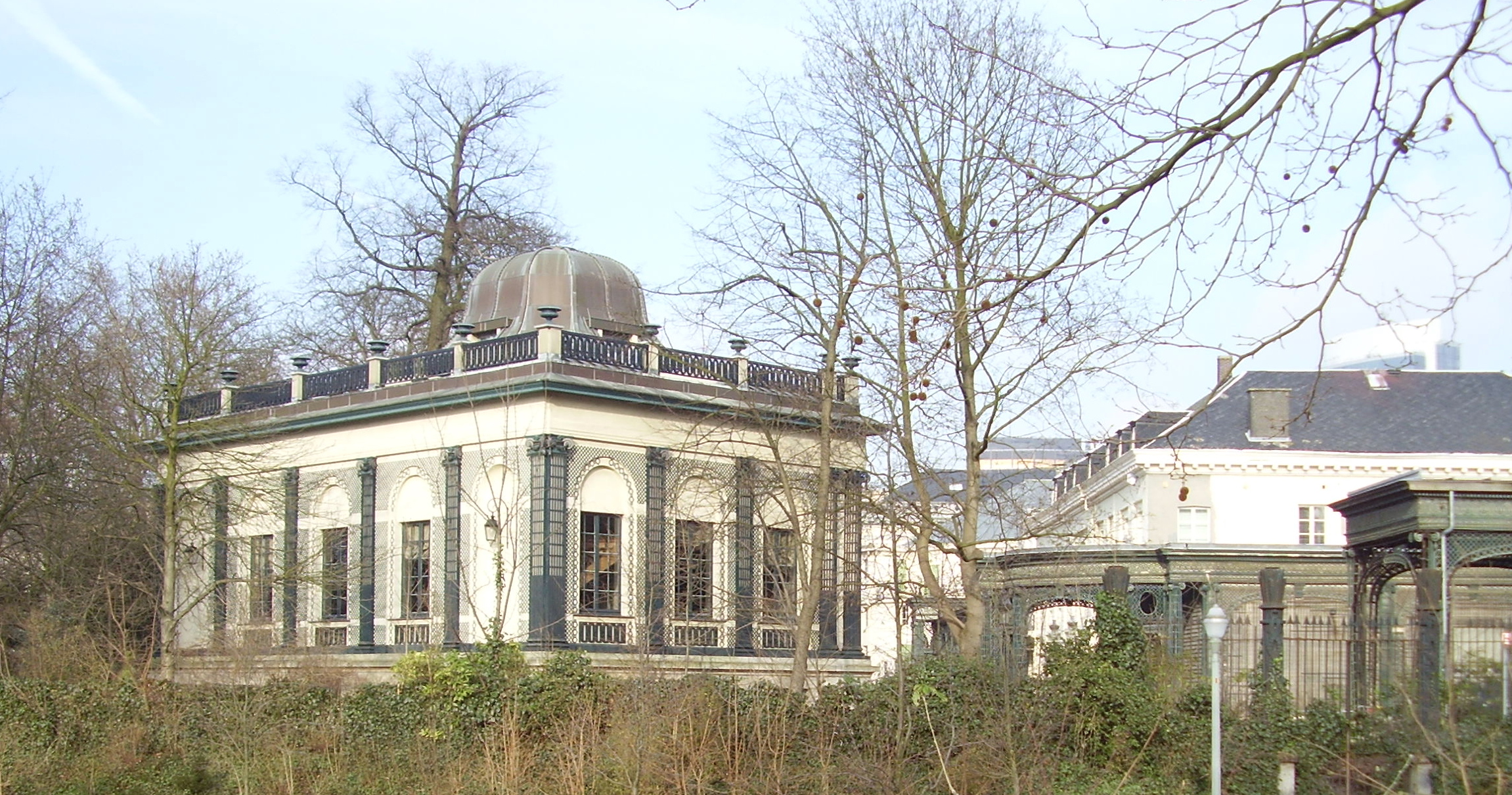
Il Vauxhall nel 2007

Il Vauxhall noto anche come Waux-Hall, è un edificio storico situato nel parco di Bruxelles a Bruxelles in Belgio. Prese il nome dai giardini di piacere di  Vauxhall a Londra, che divenne noto agli abitanti di Bruxelles solo nel 1761, quando venne messo in scena un balletto, intitolato "Le Phaxal", dal  Théâtre de la Monnaie. A Parigi, il costruttore Torré aprì un "giardino dei divertimenti" nel 1764, che il pubblico chiamò la "Vaux-Hall de Torré". Una "Vaux-Hall d'hiver" (una Vauxhall d'inverno) fu fondata nel 1769 alla "foire Saint-Germain".
La storia del "Vauxhall di Bruxelles" è intimamente legata a quella del "Théâtre Royal du Parc". Fu aperto nel 1781 da Alexandre Bultos e da suo fratello Herman (condirettori dei "Théâtres de la Monnaie" e del Parco). Inizialmente era una casa da tè, una sala da concerto e un teatro. Dal 1818 divenne proprietà della città di Bruxelles. È stato utilizzato dal club di arti e letteratura Cercle Gaulois e dai suoi predecessori come sede di riunioni, cene, mostre e concerti.